# Concatedral de la Inmaculada Concepción de Minas
La Concatedral de la Inmaculada Concepción se levanta en la calle José Enrique Rodó, ciudad de Minas en Uruguay. Desde 1960 y hasta 2020 constituyó la sede de la hoy disuelta Diócesis de Minas.

## Historia
En este sitio se levantó una pequeña iglesia en la segunda mitad del siglo XVIII. Posteriormente se levantó en las cercanías un segundo templo, inaugurado en 1845, que ofició durante medio siglo. Pertenece a la diócesis de Maldonado-Punta del Este-Minas.
El edificio actual fue inaugurado el 10 de abril de 1892. 
Tiene la peculiaridad de no situarse frente a la plaza misma, sino separada de ella y vinculada por un amplio callejón, lo que la jerarquiza y singulariza a la vez.
El interior es muy sobrio. Este templo está dedicado a la Inmaculada Concepción de María.
En época reciente las autoridades parroquiales se han abocado a la digitalización de los libros de registro que datan de antiguas épocas.
Desde 2020 el Papa Francisco creó la nueva Diócesis de Maldonado-Punta del Este-Minas, que abarca los territorios de las anteriores Diócesis de Minas y de Maldonado, Punta del Este. La Catedral de la nueva Diócesis es la Iglesia de San Fernando de Maldonado y la Iglesia Inmaculada Concepción de Minas ha pasado a tener el rango de Concatedral de la nueva Diócesis.